# Josepha Duschek
Josepha Duschek nata Hambacher (in ceco Josefína Dušková; Praga, 6 marzo 1754 – Praga, 8 gennaio 1824) è stata un soprano austriaco. Tra le più note cantanti liriche del suo tempo, fu anche pianista e compositrice. Cantò per molti capi di Stato a Vienna, Dresda e Varsavia; Mozart e Beethoven composero arie per lei.

## Biografia
Josepha era figlia del farmacista praghese Adalbert Hambacher e di Dominica Columbia Weiser, secondogenita di Ignatz Anton von Weiser che dal 1772 al 1775 fu borgomastro di Salisburgo. Fu allieva del pianista e compositore Franz Xaver Duschek, stabilitosi a Praga come insegnante di pianoforte nel 1770. Maestro e allieva si sposarono il 21 ottobre 1776. Nel 1777 la coppia visitò Salisburgo e conobbe la famiglia Mozart. Wolfgang Amadeus compose allora per lei la grande aria drammatica con recitativo Ah, lo previdi – Ah, t'invola agl'occhi miei (K 272), anche se poi la dedicò alla propria cognata Aloysia Weber. Il 15 agosto 1777 Josepha si esibì in un concerto privato a casa Mozart, e una forte amicizia si strinse tra la famiglia e la coppia.
Fu donna di spirito, di bell'aspetto e opinioni liberali, molto emancipata per la sua epoca. Cantò anche in ruoli d'opera a Praga ma fu nota soprattutto come cantante concertista, nella cui veste tenne con successo concerti e accademie a Vienna, Berlino, Dresda, Lipsia, Weimar e Varsavia. A giudicare dalla difficoltà dei brani composti per lei doveva possedere un'ampia estensione e una tecnica virtuosa, che le valse anche il plauso di Giuseppe II e Stanislao II Augusto. Compose anche una serie di lieder e pezzi pianistici.